# Golda Madden
Golda Madden est une actrice américaine née le 17 juillet 1886 à Red Cloud (Nebraska) et décédée le 26 octobre 1960 à Los Angeles (Californie).

## Filmographie
- 1916 : The Return of John Boston
- 1917 : Lonesome Luke's Lively Life
- 1917 : Le Cœur de Mieke (Fires of Rebellion), d'Ida May Park
- 1917 : Over the Fence de Harold Lloyd et J. Farrell MacDonald
- 1917 : Flying Colors
- 1917 : We Never Sleep
- 1918 : The Lamb
- 1918 : Jilted Janet
- 1918 : Beat It
- 1918 : A Gasoline Wedding
- 1918 : Let's Go
- 1918 : The Girl of My Dreams
- 1919 : Lombardi, Ltd.
- 1920 : L'Appartement n° 13 (The Woman in Room 13) de Frank Lloyd
- 1920 : The Mother of His Children
- 1920 : The Branded Four
- 1922 : The Marshal of Moneymint de Roy Clements
- 1922 : Impulse